# .280 Flanged
El .280 Flanged Nitro Express, también conocido como el .280 Lancaster, es un cartucho metálico de fuego central para rifle, diseñado con cuello de botella y con borde. Ahora obsoleto, fue desarrollado por Charles Lancaster e introducido en 1906.

## Descripción general
Con la introducción del .280 Ross en 1906. se despertó un interés considerable entre los deportistas y los fabricantes de armas. Los fabricantes de armas Charles Lancaster introdujeron el .280 Flanged Nitro Express con borde más tarde en el mismo año para su uso en rifles de un solo disparo y rifles dobles . El .280 Flanged Nitro Express es muy similar al .280 Ross, aunque cargado a velocidades ligeramente más bajas. 
Al igual que el .280 Ross, el .280 Flanged Nitro Express perdió popularidad después de que varios cazadores murieran al intentar cazar animales peligrosos con el cartucho. 
Se decía que el .280 Flange Nitro Express era uno de los favoritos del rey Jorge V.